# Ctenotus hilli
Ctenotus hilli är en ödleart som beskrevs av  Storr 1970. Ctenotus hilli ingår i släktet Ctenotus och familjen skinkar. Inga underarter finns listade i Catalogue of Life.